# Purba Medinipur
Purba Medinipur är ett distrikt i Indien.   Det ligger i delstaten Västbengalen, i den östra delen av landet, 1 300 km sydost om huvudstaden New Delhi. Antalet invånare är 5 095 875.
Följande samhällen finns i Purba Medinipur:
- Haldia
- Pānskura
- Contai
- Tamlūk
- Egra
- Monoharpur
- Mahīshādal
- Solap
- Digha